# Rafik Djebbour
Rafik Zoheir Djebbour (Grenoble, Ródano-Alpes, Francia, 8 de marzo de 1984) es un futbolista argelino nacido en Francia. Juega de delantero centro y su equipo actual es el AEK Atenas FC de la Primera División de Grecia.

## Selección nacional
Ha sido internacional con la Selección de fútbol de Argelia en 22 ocasiones, incluyendo amistosos, Clasificatorias y el Mundial de Sudáfrica 2010.

### Participaciones en Copas del Mundo
| Mundial        | Sede      | Resultado    |
| -------------- | --------- | ------------ |
| Sudáfrica 2010 | Sudáfrica | Primera fase |

## Clubes
| Club              | País       | Año         |
| ----------------- | ---------- | ----------- |
| AJ Auxerre        | Francia    | 2003 - 2004 |
| Louviéroise       | Bélgica    | 2004 - 2005 |
| Ethnikos Asteras  | Grecia     | 2005        |
| Atromitos         | Grecia     | 2006        |
| Panionios         | Grecia     | 2007 - 2008 |
| AEK Atenas        | Grecia     | 2008 - 2011 |
| Olympiacos        | Grecia     | 2011 - 2013 |
| Sivasspor         | Turquía    | 2013 - 2014 |
| Nottingham Forest | Inglaterra | 2014        |
| APOEL FC          | Chipre     | 2014 - 2015 |
| AEK Atenas FC     | Grecia     | 2015 - 2016 |
| Aris Salónica     | Grecia     | 2016        |

## Palmarés

### Campeonatos nacionales
| Título     | Club       | País   | Año     |
| ---------- | ---------- | ------ | ------- |
| Super Liga | Olympiacos | Grecia | 2010/11 |